# Krefelder Kanu Klub
| Saison | Liga          | Platz |
| ------ | ------------- | ----- |
| 2000   | 1. Bundesliga | 5.    |
| 2001   | 1. Bundesliga | 4.    |
| 2002   | 1. Bundesliga | 5.    |
| 2003   | 1. Bundesliga | 5.    |
| 2004   | 1. Bundesliga | 4.    |
| 2005   | 1. Bundesliga | 4.    |
| 2006   | 1. Bundesliga | 3.    |
| 2007   | 1. Bundesliga | 4.    |
| 2008   | 1. Bundesliga | 3.    |
| 2009   | 1. Bundesliga | 5.    |
| 2010   | 1. Bundesliga | 5.    |
| 2011   | 1. Bundesliga | 7.    |
| 2012   | 1. Bundesliga | 4.    |
| 2013   | 1. Bundesliga | 3.    |
| 2014   | 1. Bundesliga | 5.    |
| 2015   | 1. Bundesliga | 7.    |
| 2016   | 1. Bundesliga | 4.    |
| 2017   | 1. Bundesliga | .     |

201
Der Krefelder Kanu Klub wurde 1927 in Krefeld gegründet.

## Organisation
Aushängeschild des Vereins sind die Frauen der Triathlon-Abteilung, deren Team seit 2000 in der 1. Bundesliga als Schwalbe-Team Krefelder Kanu Klub antritt. Größte Erfolge sind die dritten Plätze in den Jahren 2006, 2008, 2013 und 2018. Weitere Frauenteams starten in der NRW-Liga sowie in der Oberliga. Die Männerteams starten in der Seniorenliga und der Verbandsliga Süd.
Prominente Starterinnen des Vereins waren in der Vergangenheit z. B. Irina Abysova, Vendula Frintová, Andrea Brede, Rachel Klamer, Kathrin Müller und Gillian Backhouse.
Aktuell gehören zum Bundesliga-Kader: Charlotte Ahrens (D), Iveta Fairaislova (CZE), Sophie Fischer (D), Kira Hedgeland (AUS), Kaidi Kivioja (EST), Petra Kuříková (CZE), Tamsyn Moana-Veale (AUS), Caroline Pohle (D), Sian Rainsley (GBR), Cecilia Santamaria-Surroca (ESP), Nicole van der Kaay (NZL), Rike Westermann (D) und Deborah Wissink (NED).
Hauptsponsor und Namensgeber des Bundesligateams ist der Markenname des europäischen Marktführers für Fahrradschläuche und -mäntel Schwalbe.
Erster Vorsitzender des Vereins ist Matthias Gensior, zweite Vorsitzende ist Angela Müller und Team-Manager des Bundesliga-Teams ist Guido Pesch.

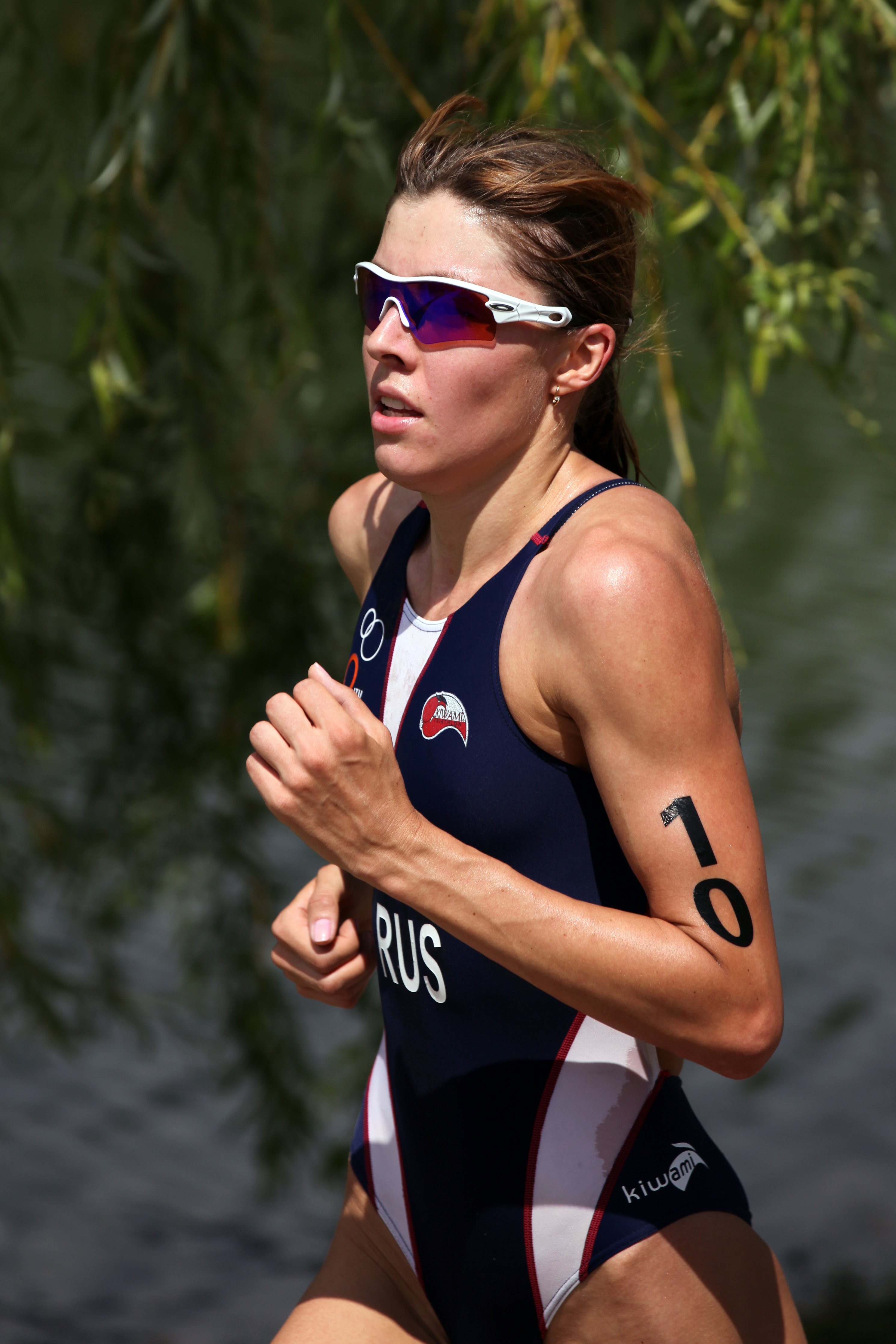
Irina Abysova (2011)
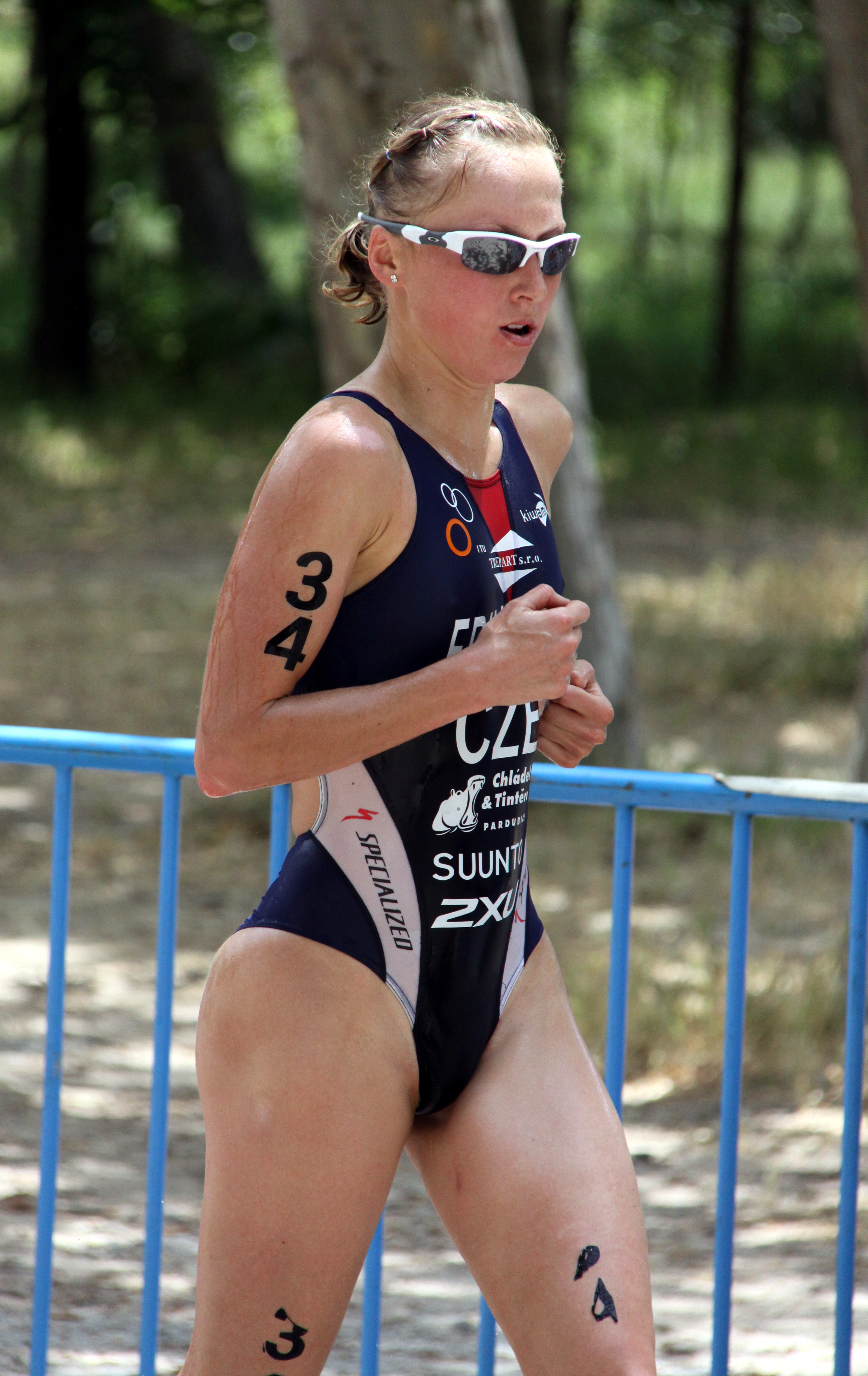
Vendula Frintová (2010)
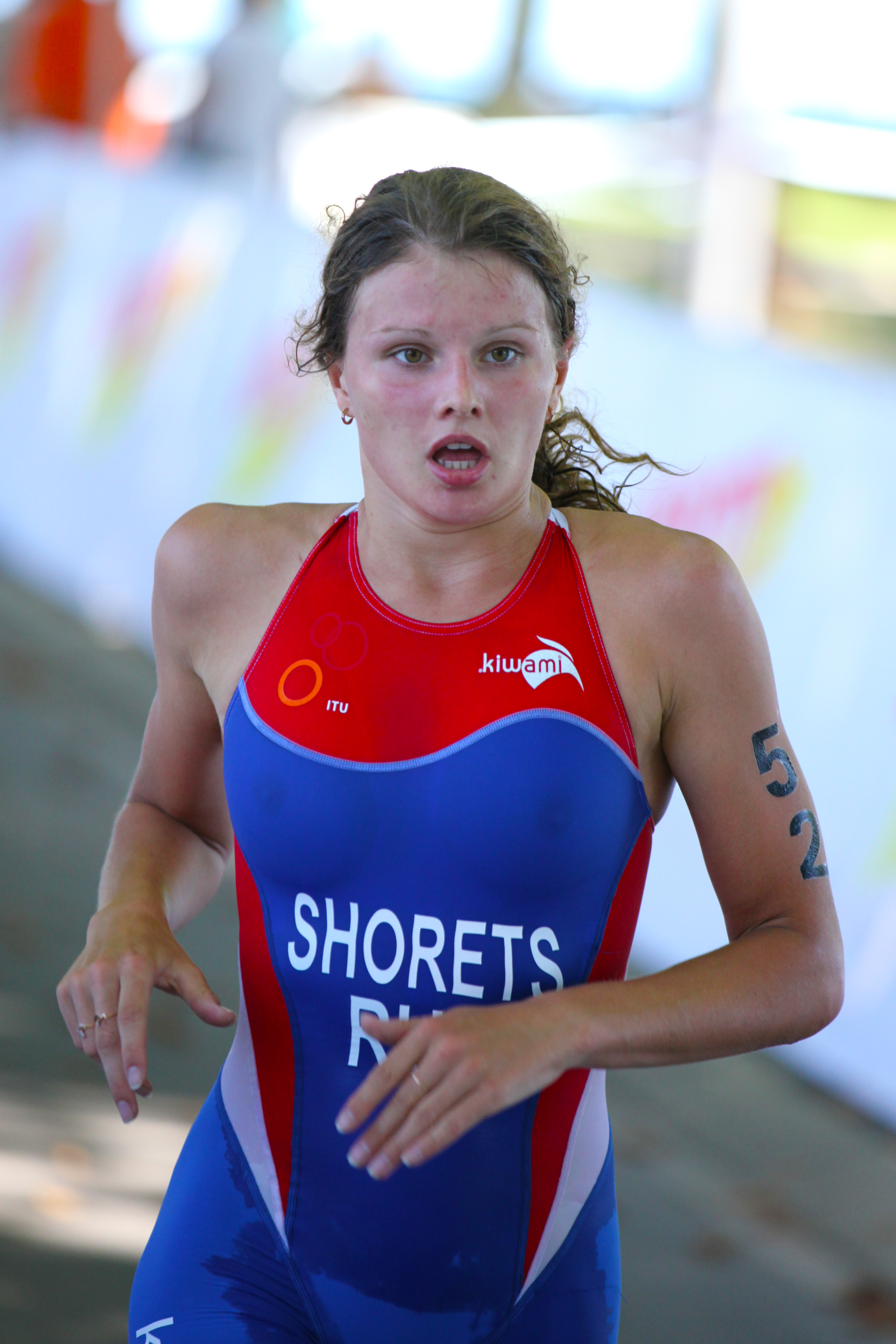
Marija Schorez (2011)
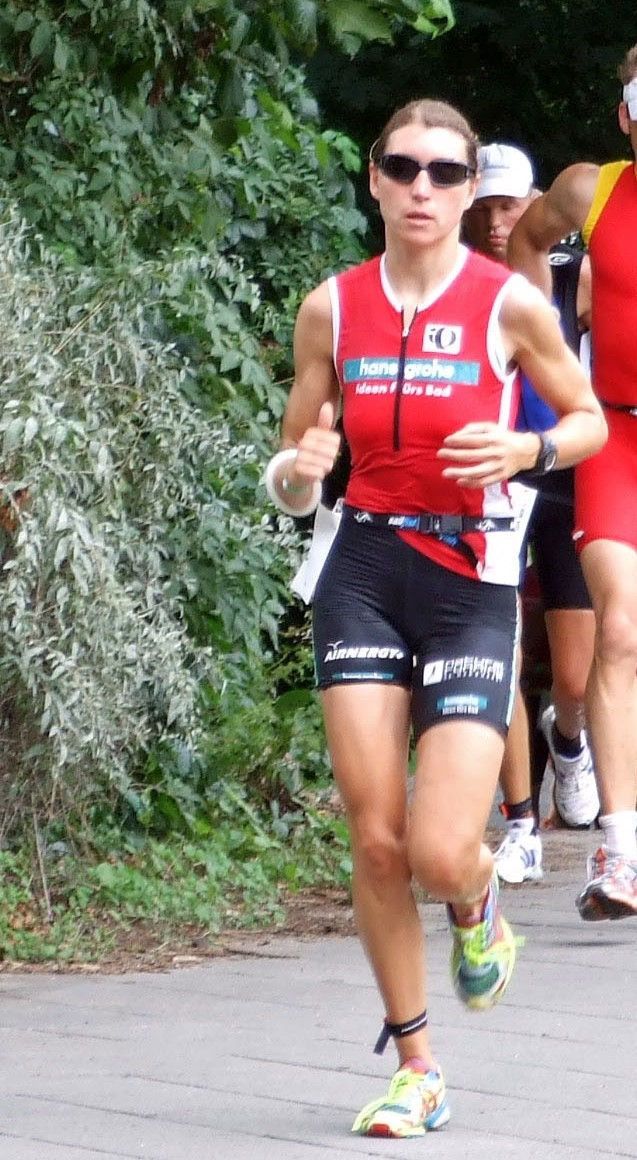
Andrea Brede (2007)